# 우크라이나 요리

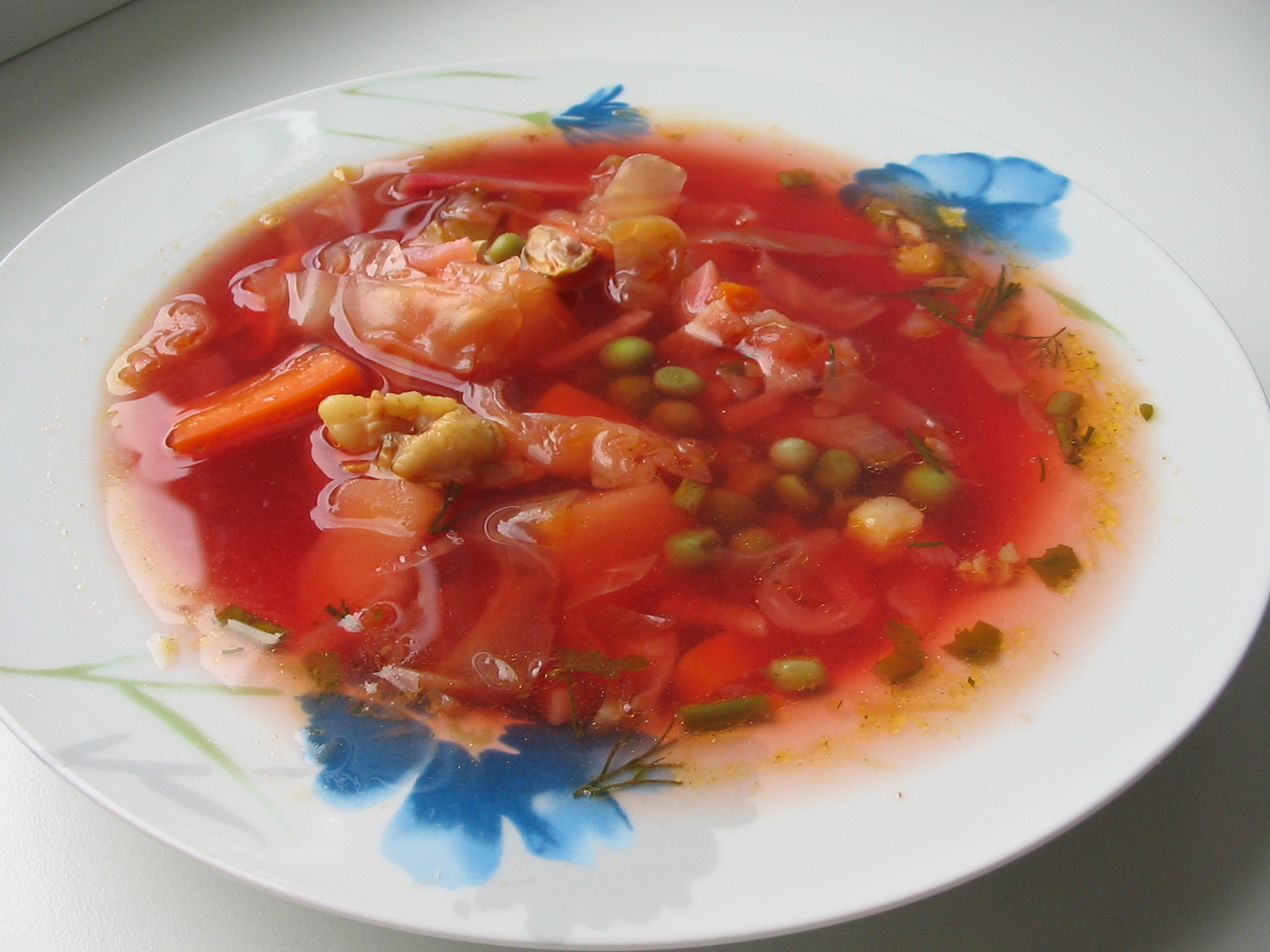
보르시

우크라이나 요리(Ukraina 料理, 우크라이나어: українська кухня 우크라인스카 쿠흐냐[*])는 동유럽에 있는 우크라이나의 요리이다. 우크라이나인의 전통적인 식생활 문화를 대표하는 동유럽 요리의 하나이다. 보르시나 바레니크 등 세계적으로도 유명한 요리가 있어, 핀란드, 폴란드, 리투아니아, 루마니아, 러시아, 벨라루스, 유대인 등의 식생활 문화에도 대단히 큰 변화를 가지고 왔다.

## 특징

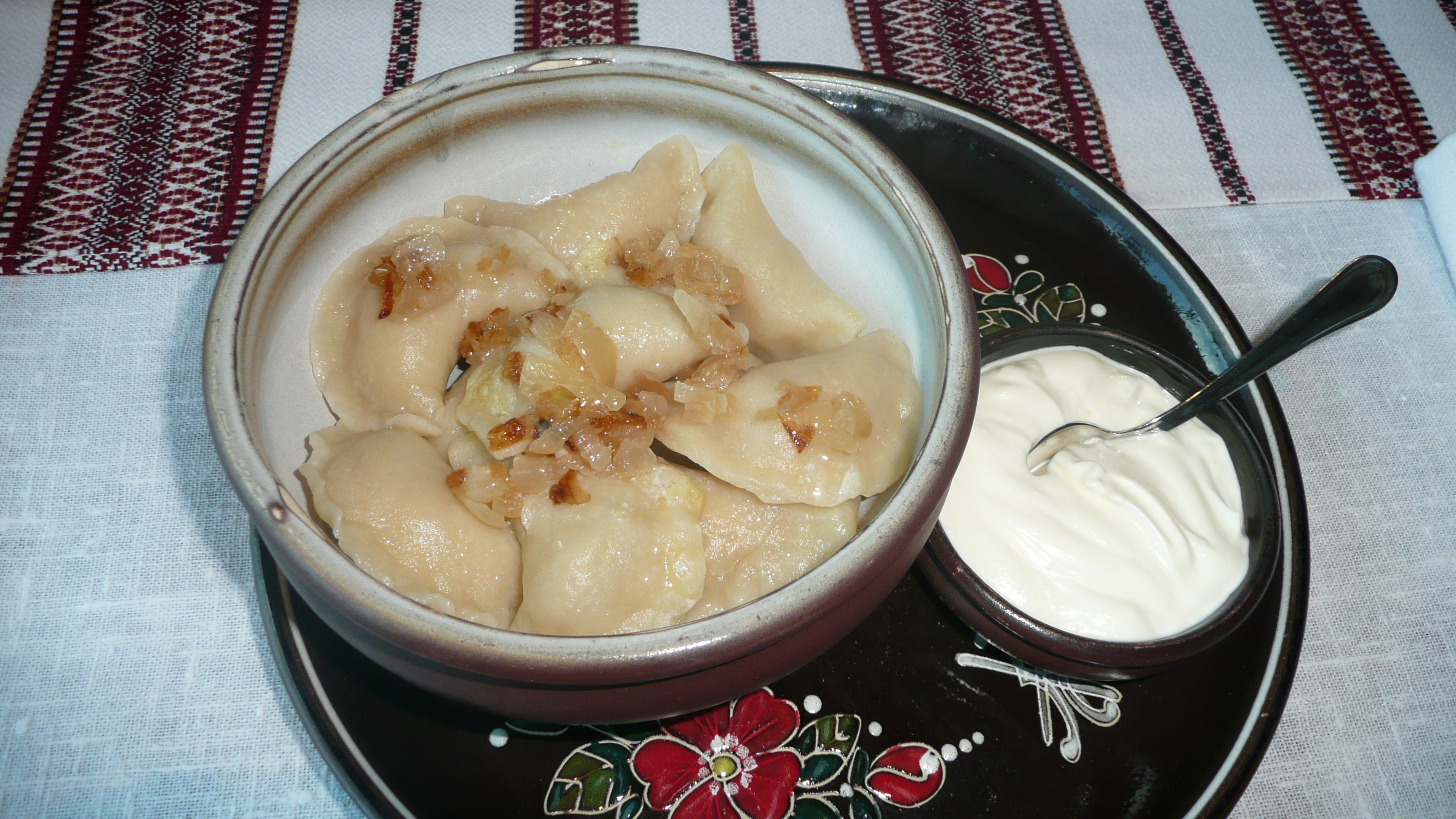
우크라이나의 바레니크

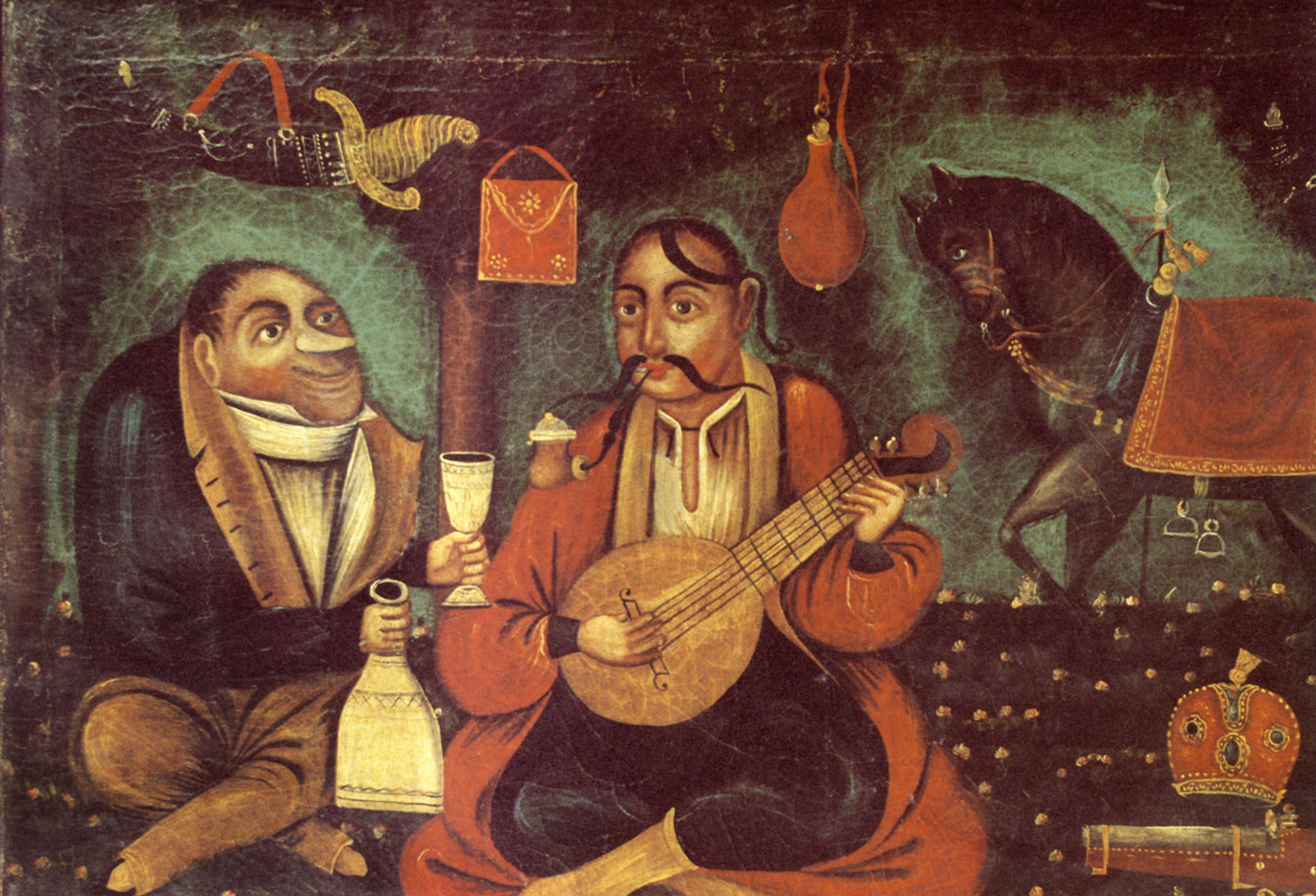
코사크 마마이와 폴란드 공무원과 호릴카를 마시는 회식

- 기본적으로 맛이 진하다. 물고기 요리나 고기 요리 보다는 채소 요리가 압도적으로 많다.
- 일반적인 조리법은 가볍게 볶아 데치는 것, 또 가볍게 볶아 익히는 것이 많다. 튀김은 적다. 버터나 라드, 해바라기유 등을 많이 사용한다.
- 주식은 빵. 빵이나 그에 유사한 식품이 많다. 예를 들면, 환빵, 바레니키, 코르주, 코로바이 (케이크의 일종).
- 채소 요리는 수프, 채소 조림(특히 감자)이 압도적으로 많다. 무엇보다 일반적인 수프는 보르시로, 대략적으로 말해도 50 종류 이상의 레시피가 전해진다.
- 고기 요리에서는 돼지고기 요리가 제일 많다.  살로 (돼지의 비계의 소금절이)가 빈번히 이용된다.
- 물고기 요리에는 고등어, 잉어 종류가 많이 사용된다.
- 음료는 감이 있어, 혹은 달짝지근한 것이 많다. 메더우하 (벌꿀주), 호릴카(고추 넣은 술), 나스디이카(과실주와 술), 크바스(액체 빵으로 불리고 있다) 등.
- 장기에 걸치는 외국의 지배에 의한 타국의 요리의 영향을 볼 수 있다. 전우크라이나에서는 중앙유럽 요리, 북유럽 요리, 벨라루스 요리, 이란 요리, 크림 타타르 요리, 러시아 요리 등의 영향을 많이 받았다.

## 역사

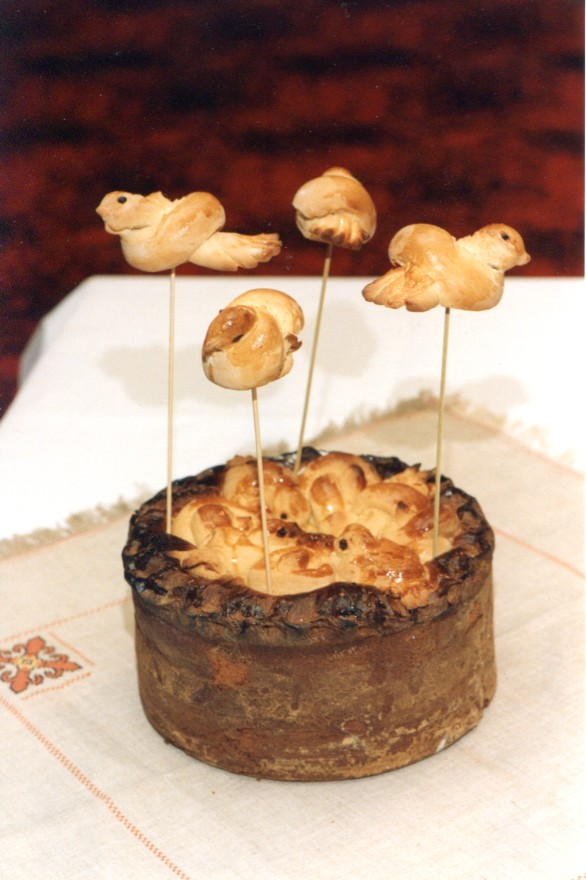
결혼식의 코로바이.

우크라이나 요리의 전통은 키예프 대공국 (9세기 - 13세기)의 요리 문화에 거슬러 올라간다. 중세 시대의 우크라이나인은 곡물 (밀,  맥,  호밀,  수수)나 채소 (양배추,  무,  양상추 종류,  마늘 등)을 재배해, 새 (닭,  거위,  오리,  비둘기,  뇌조)나 동물 (돼지,  소,  산양,  양 등)을 축산해, 그것을 요리로 하고 있었다. 또, 야생 동물의 고기 (멧돼지,  오록스,  록,  토 등)과 민물고기 (잉어 종류,  철갑상어,  회,  만,  꼬치고기 등)와 그 알도 먹을 수 있었다.
고대 이래 우크라이나인의 주식은 빵이었다. 키예프 대공국 시대의 일반적인 빵은, 소맥분이나 호밀가루 등으로 만든 산미가 있는 발효 빵이었지만, 그 외에, 케이크,  카라치,  코로바이 등의 종 없음 빵이나, 겨자의 열매와 벌꿀로 반죽한 감미가 있는 빵 등, 여러 가지 빵의 종류가 존재하고 있었다.
빵 외에 잡곡의 죽 (카샤)도 만들어져 부식의 역할을 이루어 있었다. 농가에서는 탈곡한 수수의 열매로부터 만들어져 죽은 일반적이었지만, 귀족이나 마름의 가정에서는 '사라센의 수수'라고 불리는 수입찰벼로 만들어진 죽을 먹는 습관이 있었다. 그 외의 부식에는 콩 요리 (완두,  편두 등)이나 채소 요리 (양배추,  비트,  무,  인삼,  오이,  호박,  겨자무,  양파,  마늘 등) 등이 있었다.
조미료에는, 재래품의 향신료 (시나,  당호,  캐러웨이,  아니스,  박하,  호두)와 수입품의 향신료 (후추,  계수나무), 그리고 여러 가지 기름 종류 (식물유,  살로,  우유,  버터,  스메타나)와 감미료로서의 야생 벌꿀이 이용되었다. 디저트는 과일 (사과,  서양배,  벚나무,  리,  산괴,  태도,  라즈베리,  크랜베리 등), 치즈, 크체 (밀, 호밀, 아리는 미를 벌꿀과 겨자의 열매와 합한 요리)가 중심이 되고 있어 음료는 유제품 (우유,  케피어), 곡물주 (크바스,  맥주), 봉밀주나 알코올의 과일주 등이 있었다.
중세 우크라이나의 요리는 긴 시간을 들여 큰 천화로 삶아지는 것이 일반적이었다. 라구 중에서 수프는 가장 인기가 있는 요리이며, 두 개의 종류로 나뉘어 있었다. 하나의 종류는 채소와 향신료를 맞추어 만든 '코우소우가 데쳐 것'( вариво□зз□ллям, 바르보)으로, 또 하나의 종류는 고기와 물고기로 만든 '국'( юха, 유하. 후에  юшка, 유슈카. 국물 혹은 방어 욘이 상당하다.)이었다. 중세 말기에 '코우소우가 데친 것'에 남방계의 비트를 넣게 되면, '데친 것'은 '보르시'( бърщъ)로 불리게 되었다.
13세기 중반에 키예프 대공국이 몽골 제국에 붕괴된 후, 우크라이나는 여러 이웃 나라에 의해서 지배 되었다. 그에 따라 우크라이나의 요리 문화는 타국에 알려지게 되는 한편, 타국의 요리 문화가 우크라이나에 유입해 우크라이나의 요리를 풍부하게 했다.

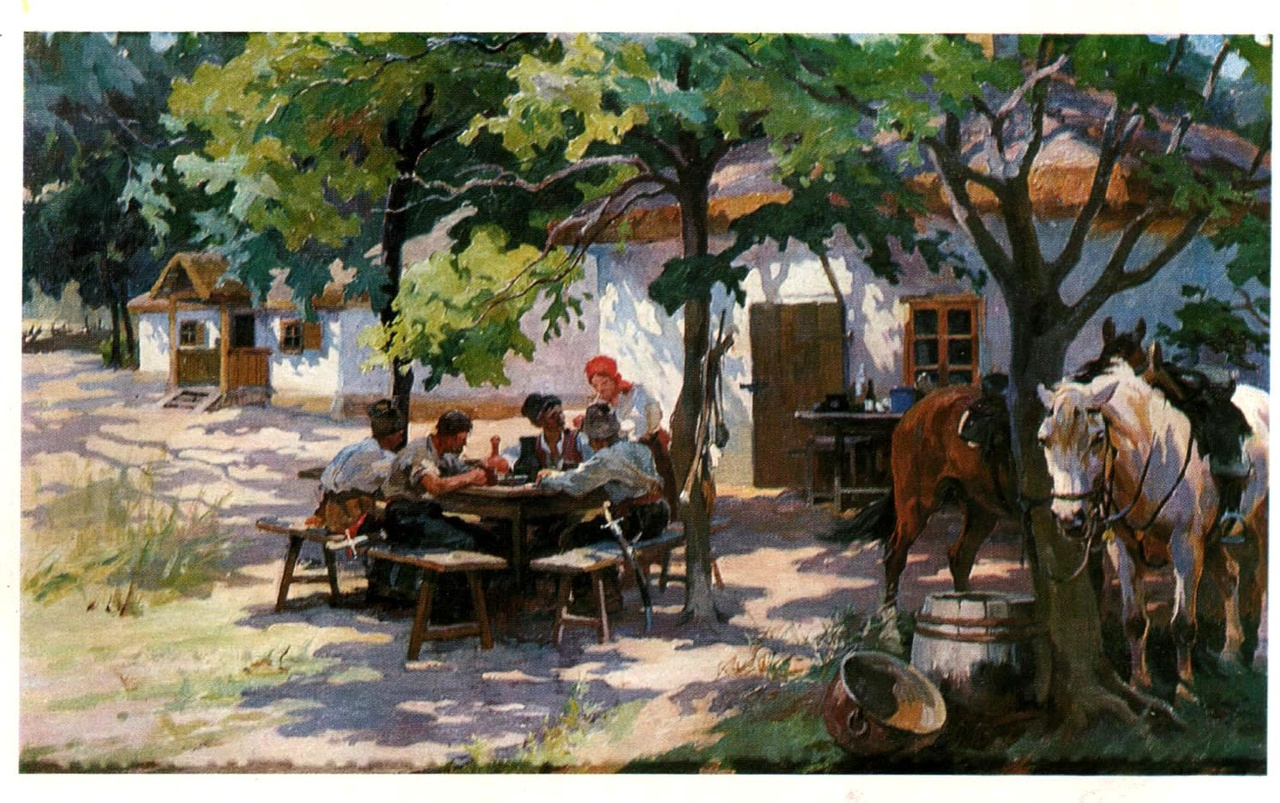
식사 중인 코사크들.

14세기 이후에 아시아로부터 수입되고 있던 소바는 드니프르 우크라이나에서 재배되게 되었다. 그것이 계기로 우크라이나에서 메밀 경단 (후레챠누크), 메밀 빵, 메밀 죽, 메밀 만두나 케이크 등을 만드는 풍습이 퍼졌다. 또, 동년대에 중앙아시아에서는 뽕과 수박이 들어 오고, 남우크라이나에서 재배되게 되었다.
16세기부터 19세기에 걸쳐 미국 대륙으로부터 옥수수,  호박,  강낭콩,  딸기,  고추,  감자,  해바라기,  토마토 등의 수입에 의해, 우크라이나 요리의 양상은 크게 바뀌었다. 특히, 감자는 수프, 전채, 고기 요리에 불가결한 재료가 되어, 해바라기는 가장 중요한 유지 작물이 되었다. 17세기에 인도로부터 재배되어 온 시금치가 여름의 보르시로서 선호되는 '녹색의 보르시'를 만들기 위해서 이용되게 되어, '이교도의 오이'라고 불리는 가지는 현대 우크라이나 요리를 대표하는 수많은 채우기 요리에 사용되게 되었다.

## 식품 재료

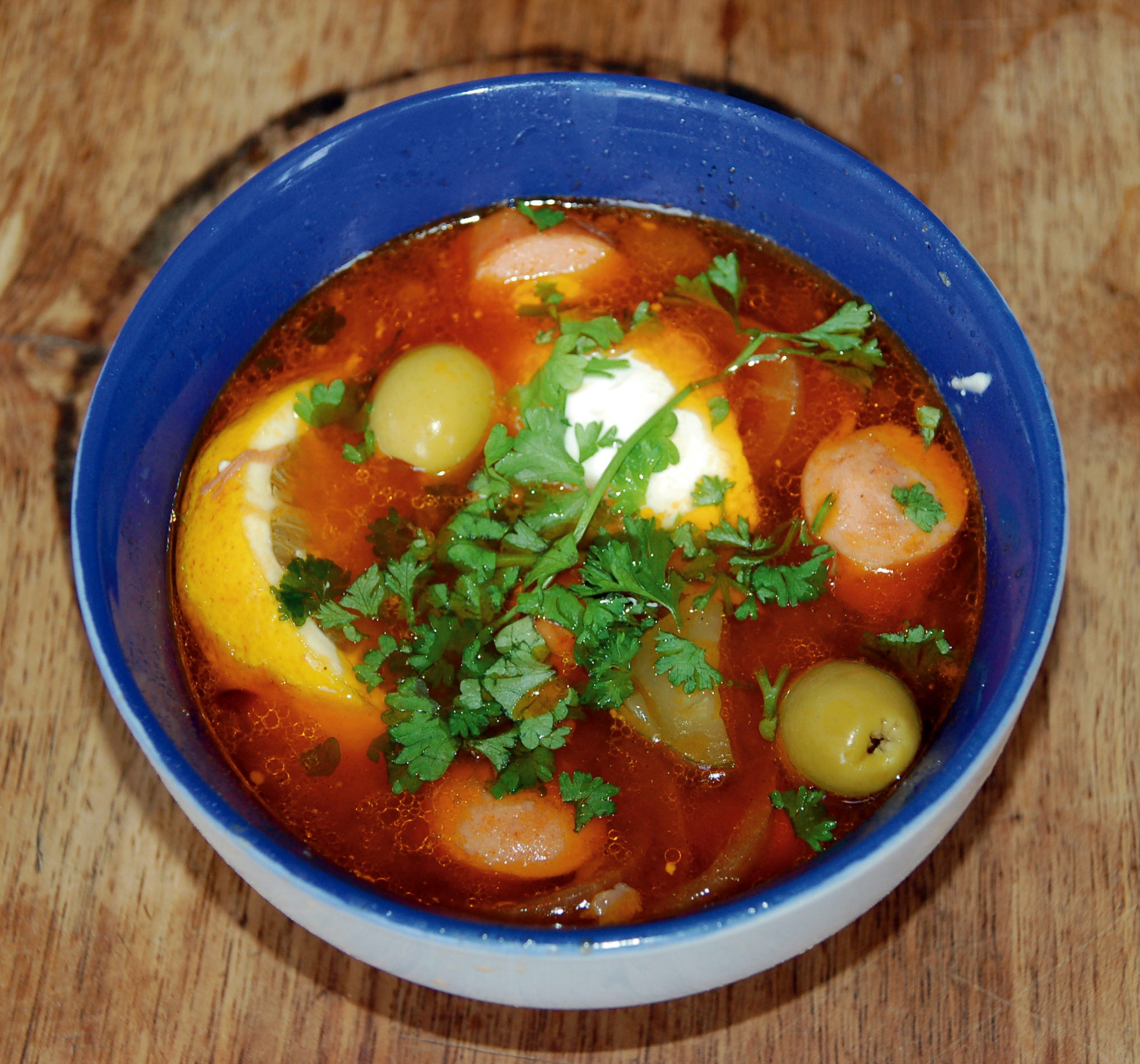
우크라이나의 솔얀카.

우크라이나 요리는 날 것 보다는 불로 익힌 게 많다. 볶기, 굽기, 데쳐 가열한 기름에 통해, 여러 가지로 가열하는 것으로 식품 재료의 풍미를 늘려, 풍부한 조미료를 조합하는 것으로 식품 재료의 풍미를 높이려고 한다.
소고기나 닭고기가 주로 사용되며, 돼지고기는 거의 쓰이지 않는다. 돼지고기, 라드, 사워 크림(스메타나)을 많이 사용한다. 잉어 등 민물고기도 많이 먹는다. 달걀 등 알 종류, 소맥분도 과자 등을 중심으로 충분하게 사용된다. 밀에 이어 사용되는 것은 소바로(마카론), 소바의 음식은 넓게 사랑받고 있었다.
채소류 중에서는, 비트가 인기로 대략 30종류가 있다고 한다. 보르시에는 빠뜨릴 수 없는 채소이다(일본의 '보르시'라고 칭하는 요리와 같이 비트를 생략하고 토마토를 더하는 것은, 우크라이나에서는 토마토 수프로 보일 것이다.). 계속되어 고대 루스인과 같이 콩류도 선호된다. 외래의 채소면서 토마토, 감자, 호박, 옥수수도 큰 역할을 이루어 있다. 버섯은 몹시 선호되어 버섯 사냥은 주요한 레저의 하나이기도 하다.
체리, 자두 등은 과일 그 자체로도 소비되지만, 과자 재료나 조미료로도 사용된다. 말려서 많이 사용한다.
마늘, 양귀비, 딜, 캐러웨이 등도 맛을 낼 때 많이 사용된다. 설탕과 벌꿀로 맛을 낸다. 설탕을 충분히 더한 잼은 과자 뿐만이 아니라 홍차의 단맛에 빠뜨릴 수 없다. 식초와 초타해바라기의 종으로부터 짠 독특한 풍미가 있는 기름은, 전채를 맛봐 깊게 하기 위해서 이용된다.

## 조리 기구

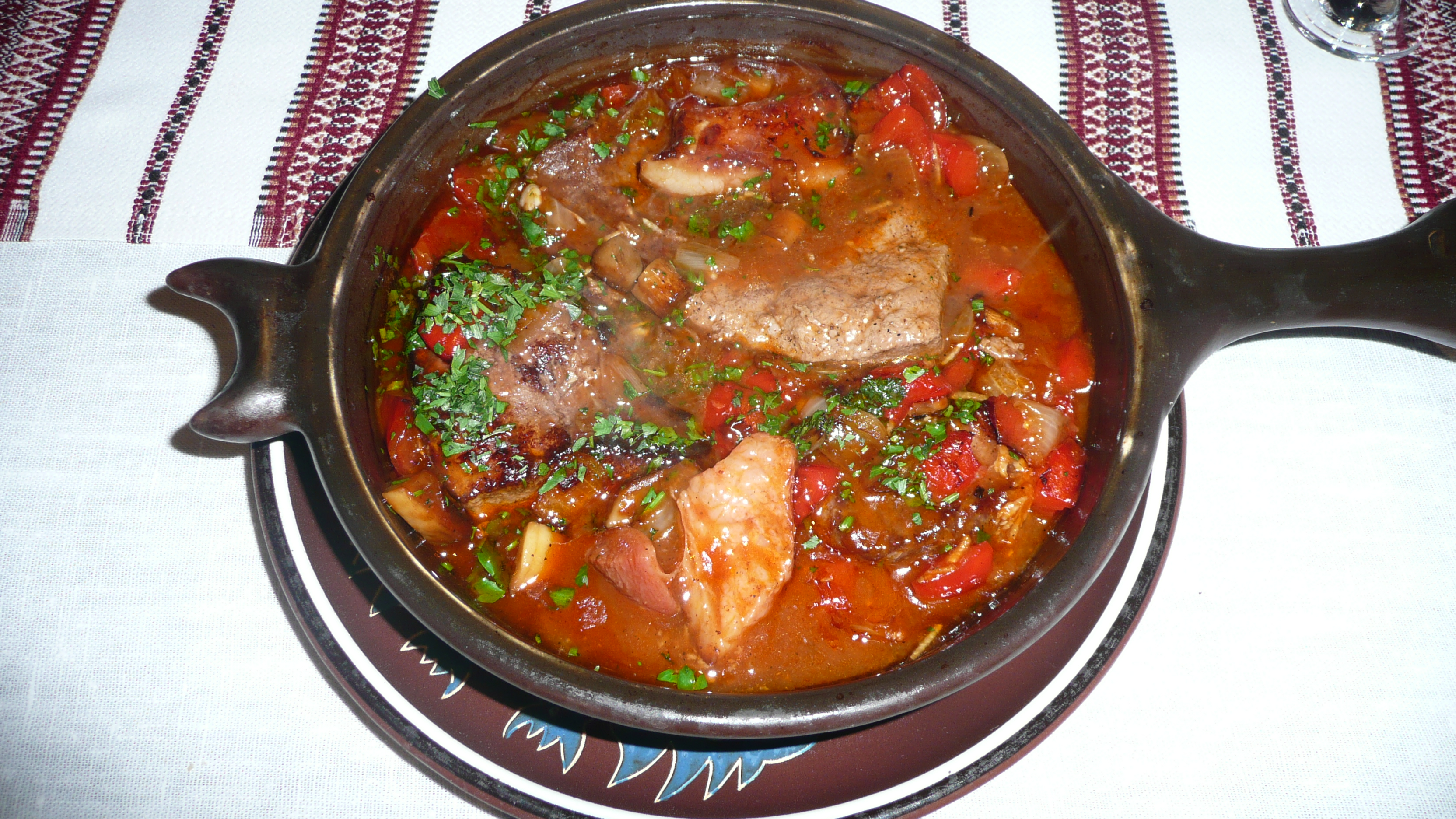
코사크풍의 불고기.

다채로운 가열 방법을 이용하는 우크라이나 요리에는 여러 가지 조리 기구가 이용된다. 프라이팬이나 냄비는 물론, 다른 나라에서는 친숙하지 않은 것도 많다.
- 카자노그 - 코사크가 썼던 옛날 냄비
- 므스카 - 수프 접시
- 마키트라 - 아주 깊은 점토로 만드는 그릇

## 대표적인 요리

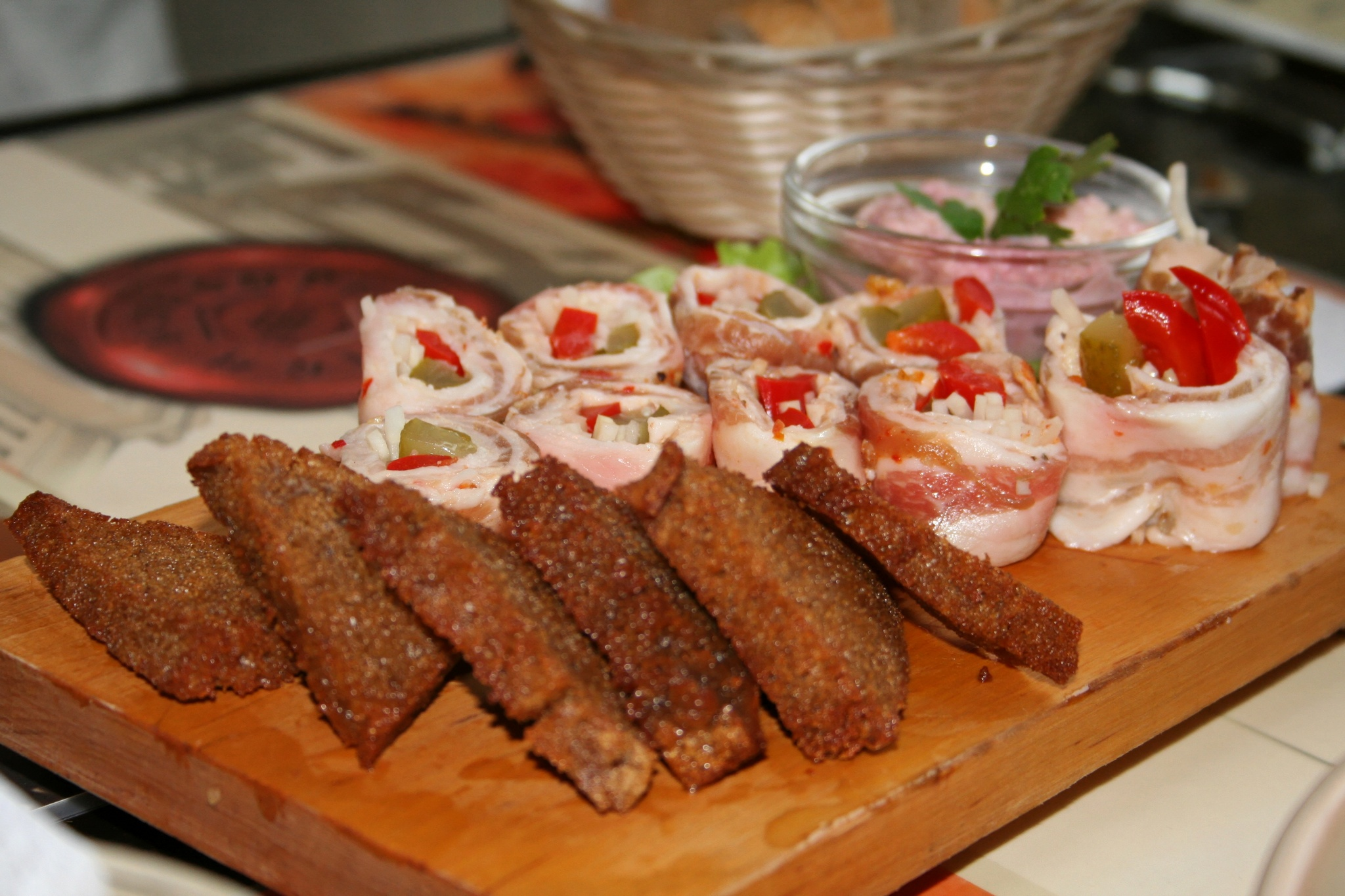
살로로 한 권스시와 흑빵.

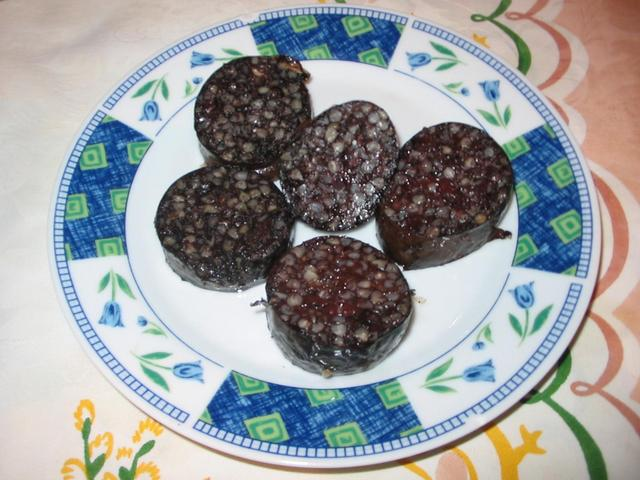
크로브얀카. 피와 메밀의 소시지.

### 수프 요리
- 보르시 (борщ)는 다홍색  설탕무(부랴크)를 중심으로 한 보라색의 채소 수프이다. 러시아,  폴란드,  리투아니아,  유태인 등의 요리에 영향을 내려 세계적으로 인정되고 있는 우크라이나의 대표적 요리의 하나이며, 우크라이나의 각각의 지역에 따라 만드는 방법이 다르다. 우크라이나 중부에서는 50 종류 이상의 레시피가 존재한다 ('빨강의 보르시', '녹색의 보르시', '설탕무대신에 밤색이 들어 있는 신 맛 보르시' 등).
- 완두콩 수프 (гороховий суп)는 말린 노란색 완두콩과 말린 작은 빵 큐브가 들어 있는 수프이다.

### 고기 요리
- 코틀레트 котлети: 우크라이나의 커틀릿.

### 빵 요리
- 바레니크 вареники: 만두를 닮은 소포 요리. 도구는 삶은 양배추, 감자의 외, 달게 익힌 사과나 체리, 치즈 등.
- 팜푸슈카 пампушки: 효모에 의해서 발효 시킨 작은 환빵. 도우넛과 비슷한 것.
- 피리주크/불로치크 пиріжки/булочки: 빵 천이나 파이 천에 간 고기나 어육, 가끔 잼을 싸 구운 것.
- 믈린치크/올라드크 млинчики/оладки: 우크라이나풍 크레페.

### 그 외
- 카샤 каша: 죽.
- 살로 сало : 조미료를 넣은 돼지의 비계

## 속담
- 빵은 모든 것의 요점 - хліб - усьому голова
- 빵을 뺀 밥은 밥은 아니다 - без хліба - нема обіду
- 빵과 물만 있으면, 아사하는 것 없다 - хліб та вода - то нема голода

## 같이 보기
- 동유럽 요리
- 슬라브 요리